# Johann Friedrich Herbart
Johann Friedrich Herbart (født 4. maj 1776 i Oldenburg, død 14. august 1841 i Göttingen) var en tysk filosof, psykolog og pædagog, som regnes for en af klassikerne inden for pædagogikken. Han lagde navn til herbartianismen.
Herbart regnes for en af grundlæggerne af moderne pædagogik som videnskab. Idet han gik ud fra et begreb om menneskets Bildsamkeit (dets evne til at lade sig danne og opdrage?), forsøgte han at lægge det teoretiske grundlag for opdragelse og undervisning. Han anses for en pioner inden for udviklingen af en på psykologi baseret systematisk teori til undervisning og indlæring; han udviklede en kompleks metodelære, den såkaldte formaltrinslære (ty. Formalstufentheorie). I dens mest udbredte form indbefattede dette system først og fremmest fire formale indlæringstrin eller principper:
 klarhed, association, system og metode.
Herbart studerede jura og filosofi ved universitetet i Jena, og blev i 1802 ansat som lærer på Universitet i Göttingen, hvor han for første gang forelæste i psykologi i 1806.

## Centrale begreber og pædagogiske betragninger
Centralt i Herbarts pædagogik står hans teori om opdragende undervisning, der går ud på, at enhver undervisning indeholder opdragelse og enhver opdragelse undervisning, hvorefter undervisningsforløb bør tilrettelægges med klarhed, association, system og metode, således at ethvert nyt emne forberedes, forklares, forbindes med elevens tidligere viden.
Herbarts pædagogikundervisning var på den ene side opdragelse gennem disciplin og moral, som tilsammen skulle vække de individuelle dispositioner. På den anden side, skulle mennesket kunne bibringe en bevidsthed om moralske grundideer og moralsk selvbestemmelse. Ifølge Herbart skulle opdragelse bygges på psykologi og etik. Det vil sige, at psykologien skulle formidle nødvendig viden og etikken skulle bestemme opdragelsens sociale formål. Grundbegrebet for Herbarts opdragelses teori og pædagogik, er muligheden for at blive formet og dannet, altså elevens formbarhed. Herbart mente ikke at læreren skulle følge statens krav, men i stedet være sit kald bevidst og bedømme hvad det kræver af ham.
Herbart har opdelt pædagogikken i tre:
1. Disciplin
2. Undervisning
3. Egentlig opdragelse

Dette er vekslende momenter, hvor undervisning er flettet ind i mellem disciplin og opdragelse. Det centrale i Herbarts pædagogik er opdragende undervisning, altså ikke belæring, men virkningen på følelses- og viljeslivet, altså karakteren. Og ved at nå opdragelsens mål har han opdelt to hovedpunkter:
1. Interessens mangesindighed, som er et mål for intellektets eller forstillingernes udvikling.
2. Moralsk karakterstyrke, som er karakterens eller viljens udvikling.

## Menneskesyn
Udover begrebet formbarhed var også forstilling et grundbegreb for Herbarts psykologi. Forstillinger er følelser, begær ønsker eller det at ville noget. Når noget opfattes i forbindelse med noget andet og med fuld bevidsthed, er det ifølge Herbart at apperciperes, som er en højere opfattelsesmåde end når det mærkes og bemærkes. Apperciperation er en tilegnelsesproces, som blander gamle samt nye forstillinger sammen.

## Værker
- Pestalozzi's Idee eines ABC der Anschauung, Göttingen 1804
- Allgemeine Pädagogik aus dem Zweck der Erziehung abgeleitet, Göttingen 1806
- Ueber philosophisches Studium, Göttingen 1807
- Allgemeine Praktische Philosophie, Göttingen 1808
- Lehrbuch zur Einleitung in die Philosophie, Königsberg 1813
- Lehrbuch zur Psychologie, Königsberg und Leipzig, 1816
- Psychologie als Wissenschaft, neu gegründet auf Erfahrung, Metaphysik und Mathematik, Königsberg 1824
- Allgemeine Metaphysik, Königsberg 1828
- Kurze Encyklopädie der Philosophie aus praktischen Gesichtspuncten, Halle 1831
- Psychologische Untersuchungen, Göttingen 1839-40
- Umriss pädagogischer Vorlesungen, 2. oplag Göttingen 1841

Nyudgivelser
- Lehrbuch zur Einleitung in die Philosophie. Meiner, Hamburg 1997. ISBN 978-3-7873-1343-3
- Genauere Entwicklung der Hauptbegriffe, welche in die Bestimmung des pädagogischen Zwecks eingehn. Hg. von Rotraud Coriand. Jena 2006 (Pädagogische Reform in Quellen Bd. 2) ISBN 3-938203-22-6